# Phân họ Vịt khoang
Phân họ Vịt khoang (danh pháp khoa học: Tadorninae) là một phân họ chứa vịt khoang-ngỗng khoang của họ Vịt (Anatidae), họ sinh học chứa các loài vịt và các loài thủy điểu trông giống vịt nhất như ngỗng và thiên nga.
Nhóm này có sự phân bố chủ yếu tại vùng nhiệt đới hay Nam bán cầu, với chỉ hai loài là vịt khoang thường (Tadorna tadorna) và vịt khoang hung đỏ hay vịt vàng (Tadorna ferruginea) sinh sống trong khu vực ôn đới Bắc bán cầu, mặc dù vịt khoang mào (Tadorna cristata) (hiện nay coi là tuyệt chủng) từng sinh sống ở phương Bắc.
Phần lớn các loài có bộ lông đặc biệt, nhưng không có kiểu mẫu cụ thể cũng như cả hai giới tính có giống nhau hay không, thậm chí ngay trong phạm vi của chỉ một chi.

## Hệ thống hóa
Theo sự xem xét lại của Livezey (1986), một vài loài trước đây được phân loại như là vịt thật sự hay như là "vịt đậu cây" một cách lầm lạc đã được đặt vào phân họ Tadorninae. Các phân tích trình tự mtDNA đặt ra sự nghi vấn về sự định vị của một vài chi; nhiều loài vịt được nghĩ là nhóm vịt thật sự và một loài ngỗng kỳ dị có thể thuộc vào phân họ này thì chính xác hơn, trong khi một vài chi được tin tưởng là có quan hệ gần gũi với vịt khoang thì lại dường như có các quan hệ khác biệt hoàn toàn.
Các dữ liệu hiện có chỉ ra rằng phân họ Tadorninae trên thực tế, giống như bề ngoài của chúng gợi ý, ở mức độ nào đó là trung gian giữa nhóm ngỗng và vịt thật sự, nhưng cần phải lưu ý rằng các dữ liệu phân tử cũng gợi ý rằng chúng không phải là dòng dõi duy nhất tiến hóa về phía có hình thái giống như vịt nhiều hơn, với các nhóm vịt lặn và vịt biển là các họ hàng xa hơn.
HỌ ANATIDAE

Phân họ Tadorninae
- Đặt chắc chắn trong phân họ này:
  - Pachyanas: Vịt đảo Chatham (quần đảo Chatham, tiền sử Hậu Đệ Tứ)
  - Tadorna: Vịt khoang (châu Âu, châu Phi, Australasia; 7 loài) – có lẽ cận ngành
  - Salvadorina: Mòng két/Vịt Salvadori (New Guinea) – trước đây trong họ Anatidae và "vịt đậu cây"
  - Centrornis: Ngỗng Madagascar (Madagascar, tiền sử Hậu Đệ Tứ)
  - Alopochen: Ngỗng/vịt châu Phi và Mascarene (Khu vực châu Phi lục địa và Madagascar; 1 loài còn sinh tồn, 2-3 loài tuyệt chủng)
  - Neochen: Ngỗng Orinoco (Nam Mỹ)
  - Chloephaga: Ngỗng khoang (Nam Mỹ; 5 loài)
  - Hymenolaimus: Vịt lam (New Zealand) – trước đây trong nhóm "vịt đậu cây"
  - Merganetta: Vịt nước lũ (Dãy núi Andes, Nam Mỹ) - trước đây trong nhóm "vịt đậu cây"
- Tạm thời đặt trong nhóm này:
  - Malacorhynchus: Vịt tai hồng (Australia; 1 loài sinh tồn, 1 loài tiền sử Hậu Đệ Tứ) – có thể gần gũi hơn với Oxyurinae
  - Sarkidiornis: Vịt mồng (Nam Mỹ, châu Phi, Ấn Độ) - trước đây trong nhóm "vịt đậu cây"; có thể thuộc về phân họ Anatinae
  - Cyanochen: Ngỗng cánh lam (Ethiopia) – có thể thuộc phân họ khác biệt
  - Tachyeres: Vịt guồng (Nam Mỹ; 4 loài) – có thể thuộc về phân họ Anatinae
- Có thể thuộc về Tadorninae, hiện tại đặt ở chỗ khác:
  - Aix: Uyên ương và vịt Carolina (tương ứng là Đông Á và Bắc Mỹ)
  - Cairina moschata: Ngan bướu mũi (kể cả ngan nhà), nhiệt đới châu Mỹ; chi Cairinia có thể là cận ngành.
  - Cereopsis: Ngỗng đảo Cape Barren (Australia)
  - Callonetta: Mòng két vòng (Nam Mỹ)
  - Chenonetta: Vịt bờm (Australia và trước đây ở New Zealand; 1 loài sinh tồn, 1 loài tuyệt chủng)